# 黃稱奇
黃稱奇（1925年9月—），台灣醫生、作家，著有《撐旗的時代》（又名《烽火南國的少年》）和〈台大醫院住院醫師制度建立之初〉等文章，筆名黃稱旗。
彰化縣員林鎮人，員林公學校、台中州立第一中學校卒業，1944年考進台北帝國大學附屬醫學專門部（原台灣總督府醫學校），1945年國民政府接收台灣後入原台北帝國大學預科改成的國立臺灣大學先修班，先修班畢業后升入國立臺灣大學醫學院醫科。
1950年以〈陳乾酪酸之試驗管內代謝〉畢業論文取得台大醫學士學位，成為1950年台大醫院廢除日式醫局制，改美式住院醫師制后的第1屆內科住院醫師。
內科專科醫師，曾到日本東京大學進修。

## 外部連結
- 黃稱奇《漸行漸遠杏花林》在線版
- 台灣國立台灣文學館台灣作家作品目錄黃稱奇條 （页面存档备份，存于）